# Niagara (группа)
Niagara — французская поп-рок-группа, популярная во Франции и Канаде во второй половине 1980-х годов и в начале 1990-х. Группа была создана в 1982 году и до 1984 года называлась L’Ombre jaune. В её состав пошли вокалистка Мюриэль Лапорт (затем она сменила фамилию на Морено), клавишник и гитарист Даниэль Шеневье и гитарист Жозе Тамарен. После выхода первого альбома в 1985 году Тамарен покинул группу, которая превратилась в дуэт. Эволюционируя от новой волны и синти-поп-стиля на своих ранних альбомах к более рок-ориентированному стилю на более поздних, они часто сравнивались с британским дуэтом Eurythmics.

## История
В 1982 году Мюриэль Лапорте, изучавшая историю искусства в Ренне, познакомилась с Даниэлем Шеневье, игравшим на клавишных в различных группах. Вместе они создали новую группу «L’Ombre jaune» (фр. Жёлтая тень), в которой Даниэль играл на клавишах, Мюриэль пела под псевдонимом Мюриэль Морено, а Хосе Тамарин играл на гитаре. В том же году коллектив дал свой первый концерт. Параллельно Мюриэль работала как диджей и получила степень магистра искусств.
В 1984 году группа сменила название на Niagara и приняла участие в конкурсе, организованном в Ренне министерством культуры с целью выявления перспективных молодых коллективов. После конкурса группа подписала контракт с лейблом Polydor и в 1985 году записала свой первый сингл — Tchiki Boum, который сразу же сделал группу популярной. После этого Хосе Тамарин покинул коллектив и Niagara стала дуэтом. В 1986 году музыканты записали второй сингл — L’amour à la plage, а затем переехали в Париж. Там был записан первый альбом Encore un dernier baiser, представлявший собой смесь фанка, джаза и афро-кубинских ритмов, сочетавшихся с чувственным вокалом Мюриэль. В 1987 году группа дала концерт в Олимпии, после чего совершила свой первый тур по Франции.
В 1988 году группа выпускает новый альбом Quel enfer, имевший более ро́ковое звучание, который был очень тепло встречен слушателями. Композиции Assez !, Soleil d’hiver и Flammes de l’Enfer попадают в Top 50. В это же время Мюриэль меняет имидж — красит свои волосы в ярко-рыжий цвет и начинает носить очень большие шляпы. Во время последующего гастрольного тура Niagara посещает многие страны, в том числе Марокко, Тунис, Канаду и США.
В 1990 году выходит новый альбом — Religion, после чего группа возобновляет свою концертную деятельность. Одновременно они становятся одними из звёзд европейского MTV, так что клипы активно демонстрируются по телевидению, в том числе советскому. В это время появляются проблемы, связанные с тем, что Мюриэль не может жить и работать в подобном темпе.
В 1992 году музыканты возвращаются в студию и выпускают свой последний альбом La vérité, после чего вновь отправляются в тур по странам Европы, однако во время гастролей в Швеции у Мюриэль возникает афония, что приводит к отмене турне. После выздоровления группа даёт концерт в Монреале перед 5000 зрителями, однако следующий концерт на юге Франции становится последним в истории группы.
В 2002 году был выпущен сборник Flammes. Всего же за время существования группы было продано более 3 000 000 дисков (альбомов и синглов). В дальнейшем каждый из музыкантов занимался сольными проектами.

## Дискография

### Альбомы
- Encore un dernier baiser (1985)
- Quel enfer (1988)
- Religion (1990)
- La Vérité (1992)
- Flammes (сборник) (2002)

### Синглы
- Tchiki boum (1985)
- L’amour à la plage (1986)
- Je dois m’en aller (1986)
- Quand la ville dort (1987)
- Assez ! (1988)
- Soleil d’hiver (1988)
- Flammes de l’enfer (1989)
- Baby Louis (1989)
- J’ai vu (1990)
- Pendant que les champs brûlent (1990)
- Psychotrope (1991)
- La vie est peut-être belle (1991)
- La fin des étoiles (1992)
- Un million d’années (1993)
- Le minotaure (1993)